# Het Neerhof

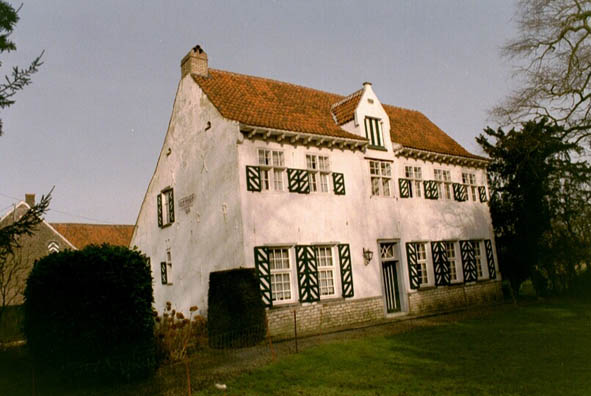
Het Neerhof

Het Neerhof is een historische hoeve in de tot de Oost-Vlaamse gemeente Lebbeke behorende plaats Wieze, gelegen aan Sasbaan 41.

## Geschiedenis
De hoeve, die oorspronkelijk dubbel omgracht was, werd voor het eerst vermeld in 1350 als nederhof neffens den Bruel. Hij was toen eigendom van de familie de Wisne, de heren van Wieze. Door huwelijk kwam de hoeve in bezit van de familie Van Idegem en midden 17e eeuw werd hij gekocht door Joos Beeckman-Verbruggen, die baljuw van de heerlijkheid was. De jaartallen 1653 en 1669 wijzen op verbouwingen door deze eigenaar. In 1761 kwam de hoeve aan Guillelmus De Hauwere die burgemeester was van Wieze-kapittel. In 1792 werd melding gemaakt van een brandewijnstokerij die aan de boerderij verbonden was.
In 1894 werden de bedrijfsgebouwen getroffen door brand. Nieuwe bedrijfsgebouwen werden gebouwd, onder meer in 1897. In 1912 werd het woonhuis uitgebreid en in 1943 werd een deel der grachten, aan de straatkant, gedempt.

## Gebouw
Er rest nog een gedeeltelijke omgrachting die gevoed wordt door de Windgatbeek.
Om een rechthoekig binnenerf bevindt zich het woonhuis en de bedrijfsgebouwen. Het woonhuis heeft een jaartal 1669 maar vermoedelijk heeft het een oudere kern die één bouwlaag omvat. Het interieur van het woonhuis heeft onder meer een 18e-eeuwse schouw in rococostijl. ook is nog een 17e-eeuwse moerbalk aanwezig.
De bedrijfsgebouwen omvatten onder meer een ast die verwijst naar de vroegere hopcultuur.